# George Gascoigne

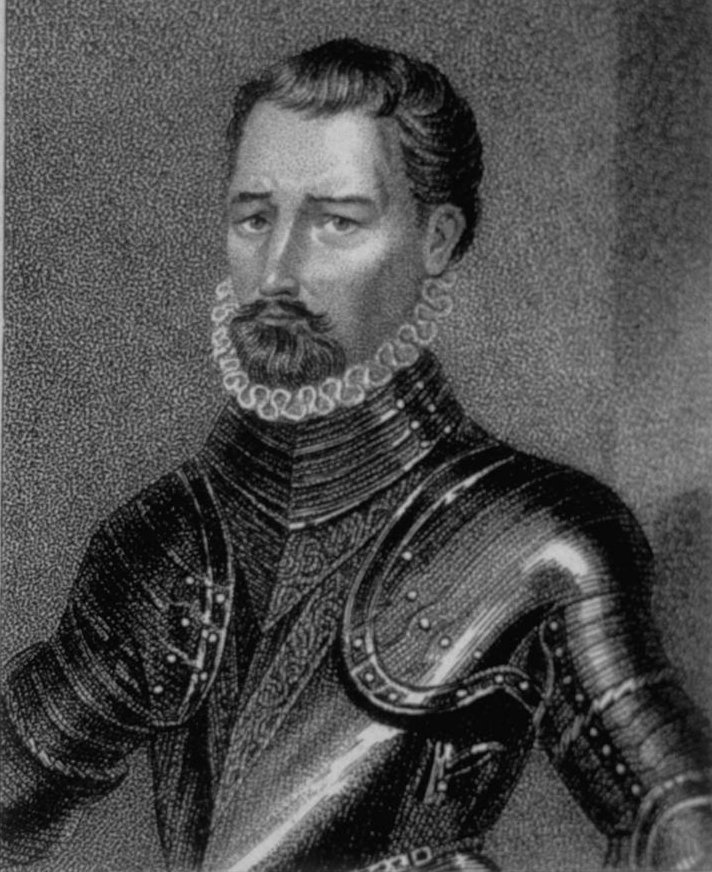
George Gascoigne

George Gascoigne (* um 1525 in Cardington, Bedfordshire; † 7. Oktober 1577 in Bernack bei Stamford, Lincolnshire) war ein englischer Dichter.
Gascoigne studierte Jura am Trinity College der University of Cambridge. Er wurde dann zunächst vermutlich Mitglied des Middle Temple, dokumentiert ist seine Mitgliedschaft im Gray’s Inn ab 1555. Von 1557 bis 1559 war er Mitglied des Unterhauses für Bedford. Er lebte zunächst in schwierigen wirtschaftlichen Verhältnissen, zeitweise musste er sogar wegen seiner Schulden inhaftiert werden. Erst nachdem er eine wohlhabende Witwe geheiratet hatte, stabilisierte sich seine finanzielle Situation.
In den Anfängen des Achtzigjährigen Krieges verdingte sich Gascoigne als Söldner in den Niederlanden, die damals von England unterstützt wurden. Er wurde ein großer Bewunderer Wilhelms I., der sich mehrfach persönlich für ihn einsetzte. Bei der Evakuierung Valkenburgs geriet er in Gefangenschaft, aus der er 1574 nach England entlassen wurde. Über seine Erlebnisse verfasste Gascoigne zwei Berichte, die publiziert wurden.
Die Mehrzahl seiner Gedichte und Masquen wurde in der Folgezeit bis zu seinem Tode im Jahr 1577 veröffentlicht.

## Werke
- The Arraignment of a Lover
- A Strange Passion of a Lover
- Supposes, englische Komödie in Blankversen
- A Hundredth Sundrie Flowres (G. W. Pigman (Herausgeber)). Oxford: Oxford University Press, 2000.
- The Complete Works of George Gascoigne (Cambridge English Classics; John W. Cunliffe (Herausgeber)). Greenwood Press 1969.